# Maçussa
Maçussa é uma povoação portuguesa do Município da Azambuja que foi sede da extinta Freguesia de Maçussa, freguesia que tinha 7,75 km² de área e 388 habitantes (2011), e, por isso, uma densidade populacional de 50,1 hab/km².
A Freguesia de Maçussa foi extinta em 2013, no âmbito de uma reforma administrativa nacional, tendo sido agregada às freguesias de Manique do Intendente e Vila Nova de São Pedro, para formar uma nova freguesia denominada União das Freguesias de Manique do Intendente, Vila Nova de São Pedro e Maçussa com sede em Manique do Intendente.
Esta freguesia havia sido criada em 4 de outubro de 1985, por desanexação da vizinha Manique do Intendente.

## População
| População da freguesia de Maçussa | População da freguesia de Maçussa | População da freguesia de Maçussa | População da freguesia de Maçussa | População da freguesia de Maçussa | População da freguesia de Maçussa | População da freguesia de Maçussa | População da freguesia de Maçussa | População da freguesia de Maçussa | População da freguesia de Maçussa | População da freguesia de Maçussa | População da freguesia de Maçussa | População da freguesia de Maçussa | População da freguesia de Maçussa | População da freguesia de Maçussa |
| --------------------------------- | --------------------------------- | --------------------------------- | --------------------------------- | --------------------------------- | --------------------------------- | --------------------------------- | --------------------------------- | --------------------------------- | --------------------------------- | --------------------------------- | --------------------------------- | --------------------------------- | --------------------------------- | --------------------------------- |
| 1864                              | 1878                              | 1890                              | 1900                              | 1911                              | 1920                              | 1930                              | 1940                              | 1950                              | 1960                              | 1970                              | 1981                              | 1991                              | 2001                              | 2011                              |
|                                   |                                   |                                   |                                   |                                   |                                   |                                   |                                   |                                   |                                   |                                   |                                   | 528                               | 506                               | 388                               |

## Economia
As principais actividades económicas desta localidade são a agricultura, vitivinicultura, comércio e serviços.

## Património
- Igreja matriz,
- Fonte da Bica,
- Fonte de mergulho
- Moinho de vento
- Miradouro no Cabeço do Moinho

## Gastronomia
Os principais pratos gastronómicos são o bolo de fogaça, queijo de cabra e vinho de mesa.

## Colectividades
As principais colectividades são:
- Associação Recreativa Desportiva e Cultural da Maçussa (ARDCM)
- Associação de Caçadores da Maçussa-Azambuja (ACMA)